# Suzann Pettersen

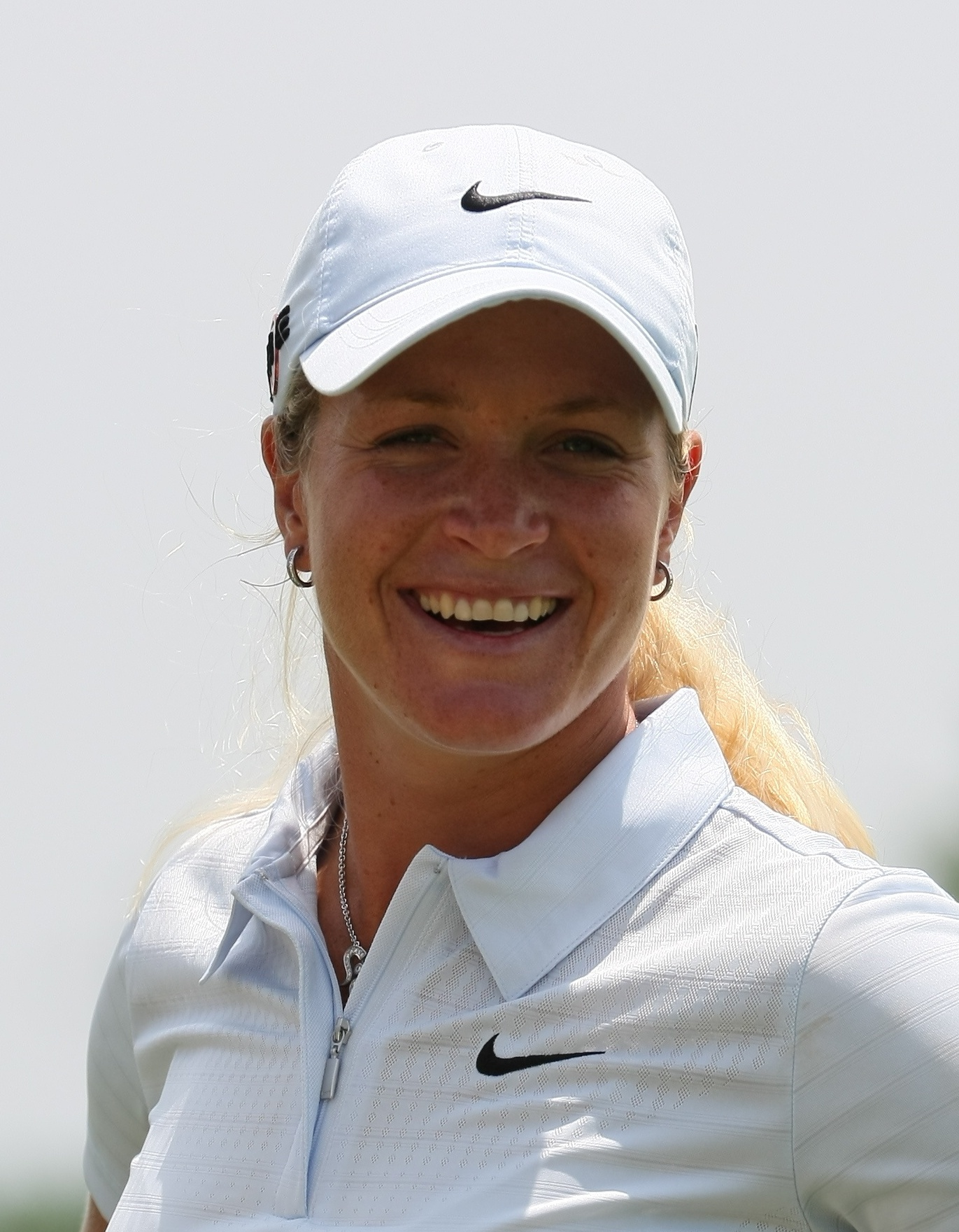
Suzann Pettersen in 2009

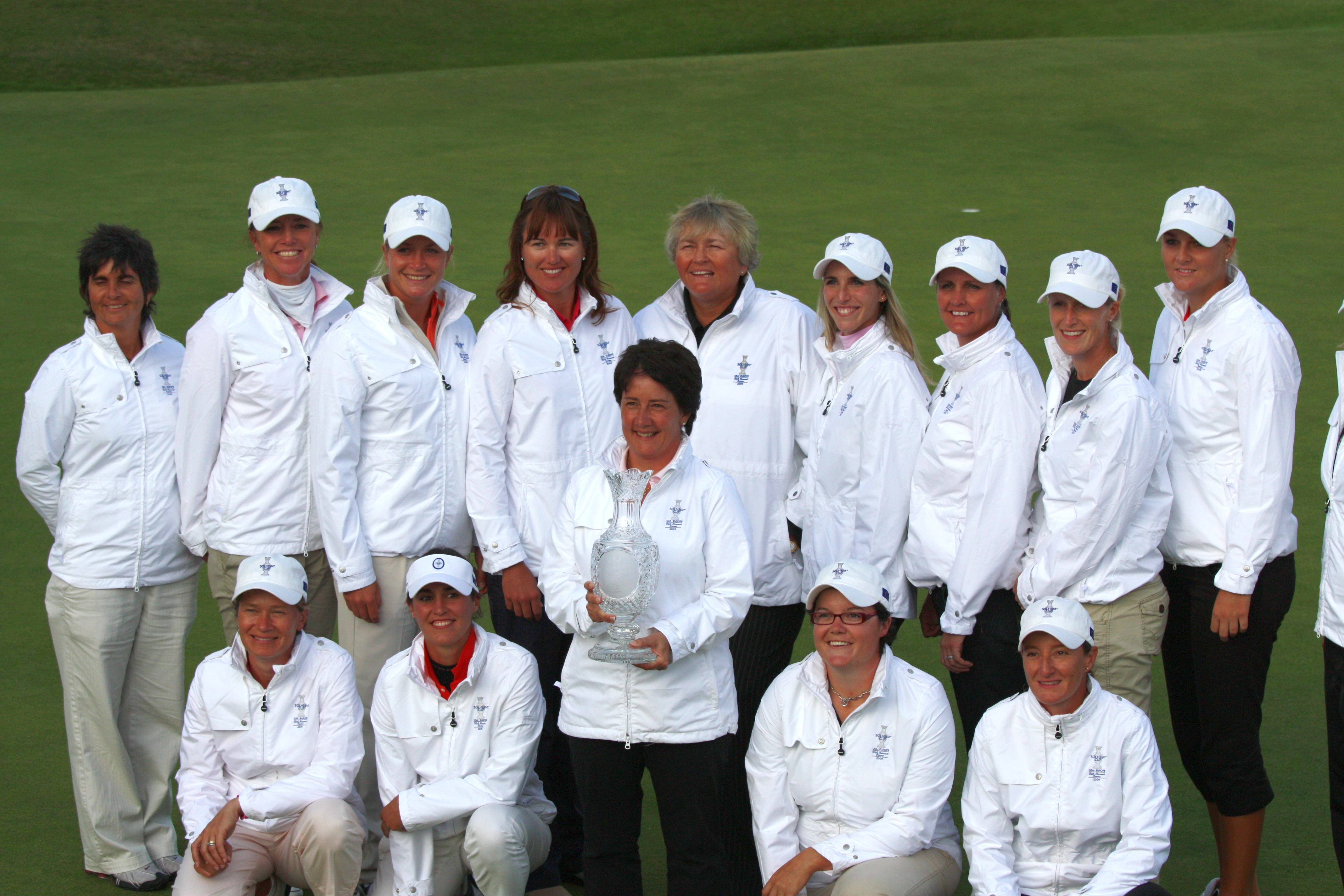
Europees Solheim Cup-team van 2009. Suzann Pettersen is derde van links op de achterste rij

Suzann Pettersen (Oslo, 7 april 1981) is een professionele golfspeelster uit Noorwegen. Ze heeft (tot 2012) een "major" golftoernooi op de Amerikaanse LPGA Tour gewonnen, het LPGA Championship van 2007.

## Biografie
Suzann Pettersen was een succesvolle amateurgolfster; ze was vijf keer na elkaar amateurkampioene van Noorwegen (1996-2000) en vertegenwoordigde Europa in de Junior Ryder Cup-matchen in 1997 en 1999. In september 2000 werd ze professional. Ze kwalificeerde zich voor de Ladies European Tour en in haar eerste seizoen won ze het Open de France Dames van 2001 in een playoff van Becky Morgan.
In 2002 was ze lid van de Europese ploeg voor de Solheim Cup, die dat jaar gewonnen werd door de Verenigde Staten.
In 2003 debuteerde ze op de Amerikaanse LPGA Tour. Dat jaar werd ze opnieuw geselecteerd voor de Solheim Cup, die nu gewonnen werd door het Europese team.
In 2004 en 2005 speelde ze wegens blessures weinig toernooien. Ze was wel opnieuw van de partij op de Solheim Cup van 2005, evenals in de edities 2007, 2009 en 2011.
In 2007 won ze als eerste Noorse een toernooi op de LPGA Tour: het Michelob ULTRA Open at Kingsmill. Ze won dat jaar ook haar eerste major, het LPGA Championship, nadat ze eerder al gedeeld tweede was geworden in het Kraft Nabisco Championship. Dankzij nog drie overwinningen op de LPGA Tour eindigde ze het seizoen op de tweede plaats in het klassement van het gewonnen prijzengeld, na Lorena Ochoa.
In 2009 won ze het Canadian Women's Open en in 2008 en 2009 het Ladies Irish Open dat deel uitmaakt van de Ladies European Tour. 
Tot en met mei 2013 had ze zes overwinningen geboekt op de Ladies European Tour en elf overwinningen op de LPGA Tour. Ze stond toen derde op de wereldranglijst, na Inbee Park en Stacy Lewis.

## Overwinningen als professional
| Jaar     | Toernooi                                      | Toernooi                                           | Toernooi                     |
| 2001 (1) | Open de France Dames (LET)                    |                                                    |                              |
| 2007 (6) | Michelob ULTRA Open at Kingsmill (LPGA)       | LPGA Championship (LPGA)                           | Longs Drugs Challenge (LPGA) |
| 2007 (6) | Hana Bank-KOLON Championship (LPGA)           | Honda LPGA Thailand (LPGA)                         | SAS Masters (LET)            |
| 2008 (2) | Ladies Swiss Open (LET)                       | Ladies Irish Open (LET)                            |                              |
| 2009 (2) | Canadian Women's Open (LPGA)                  | Wendy's 3-Tour Challenge (niet-officieel toernooi) |                              |
| 2011 (3) | Sybase Match Play Championship (LPGA)         | Ladies Irish Open (LET)                            | Safeway Classic (LPGA)       |
| 2012 (2) | LPGA KEB-HanaBank Championship (LPGA)         | Sunrise LPGA Taiwan Championship (LPGA)            |                              |
| 2013 (2) | Mission Hills World Ladies Championship (LET) | LPGA Lotte Championship (LPGA)                     |                              |
| 2015 (1) | Manulife LPGA Classic                         |                                                    |                              |

Majors zijn aangegeven met een grijze achtergrond.